# Machinarium
Machinarium est un jeu vidéo indépendant d'aventure en point and click, développé par le studio tchèque Amanita Design, déjà à l'origine du jeu Samorost et de sa suite. Sorti le 16 octobre 2009 pour Mac OS X, Windows et Linux, Machinarium est conçu avec Adobe Flash et vendu 20 $. Des versions pour diverses consoles et appareils mobiles sont sorties depuis.

## Synopsis
Machinarium relate l'histoire d'un robot expulsé d'une immense ville robotique par un groupe de malfrats, le but étant donc de trouver un moyen de revenir dans cette dernière afin de déjouer un attentat. Le petit robot est également à la recherche de sa petite amie kidnappée et devra déjouer le plan maléfique des brigands.
Durant toute la durée du jeu, le joueur va rencontrer plusieurs personnages, dont la plupart se révèleront utiles afin de résoudre les énigmes. Ces dernières sont inspirées de casse-têtes ou de bornes d'arcade. Ces énigmes variées font appel au sens de l'observation, à la logique, à la mémoire ou à la rapidité du joueur.

## Système de jeu
L'objectif de Machinarium est de résoudre une série de puzzles et de casse-tête en point and click. Le joueur doit trouver des objets et parfois les combiner entre eux afin de résoudre l'énigme. Une fois que les objets ne sont plus utiles, le personnage s'en débarrasse ou les perd.
Le jeu ne contient aucun dialogue parlé ou écrit, il utilise un système de bulles animées afin de faire comprendre l'intrigue au joueur.
Le personnage principal, nommé Josef en référence à Josef Čapek, inventeur du mot robot [réf. à confirmer], est un robot de petite taille. Il est cependant possible de l'agrandir ou de le rendre plus petit afin de résoudre certaines énigmes, lorsque le joueur pointe sur un objet utilisable, la forme du pointeur change, ce qui a pour effet de faciliter le jeu.
Le personnage ne possède pas de points de vie, le joueur peut sauvegarder ou charger la partie à n'importe quel moment du jeu.

## Développement

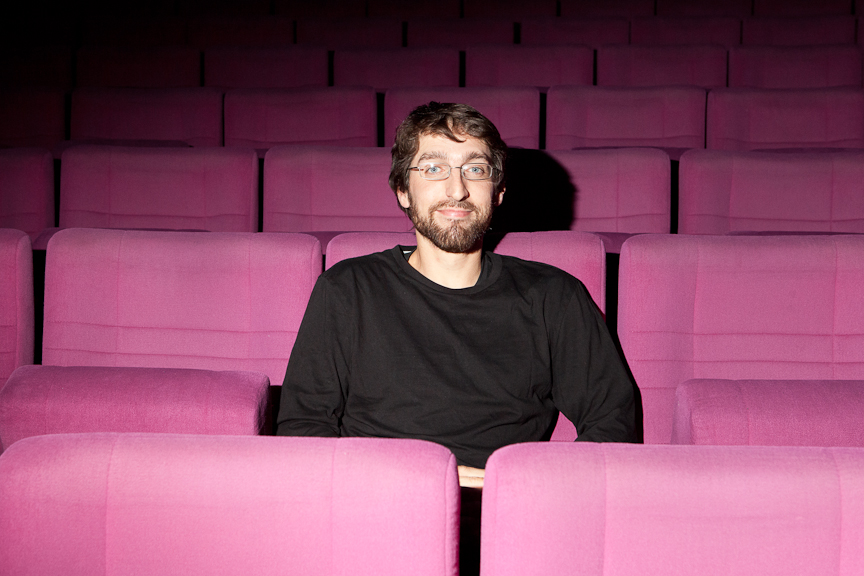
Jakub Dvorský, fondateur d'Amanita Design et concepteur de Machinarium.

Le développement de Machinarium s'est étendu sur une période de trois ans, développé par sept développeurs tchèques ayant financé le jeu par leurs propres moyens.
Le jeu était inclus dans le second Humble Bundle.
Une version pour iPad est sortie le 8 septembre 2011. Une version pour Wii via le service de téléchargement WiiWare fut annoncée le 9 septembre 2010, mais elle fut officiellement annulée le 1er novembre 2011 en raison de la limite de 40 Mo sur la plate-forme WiiWare.

## Musique

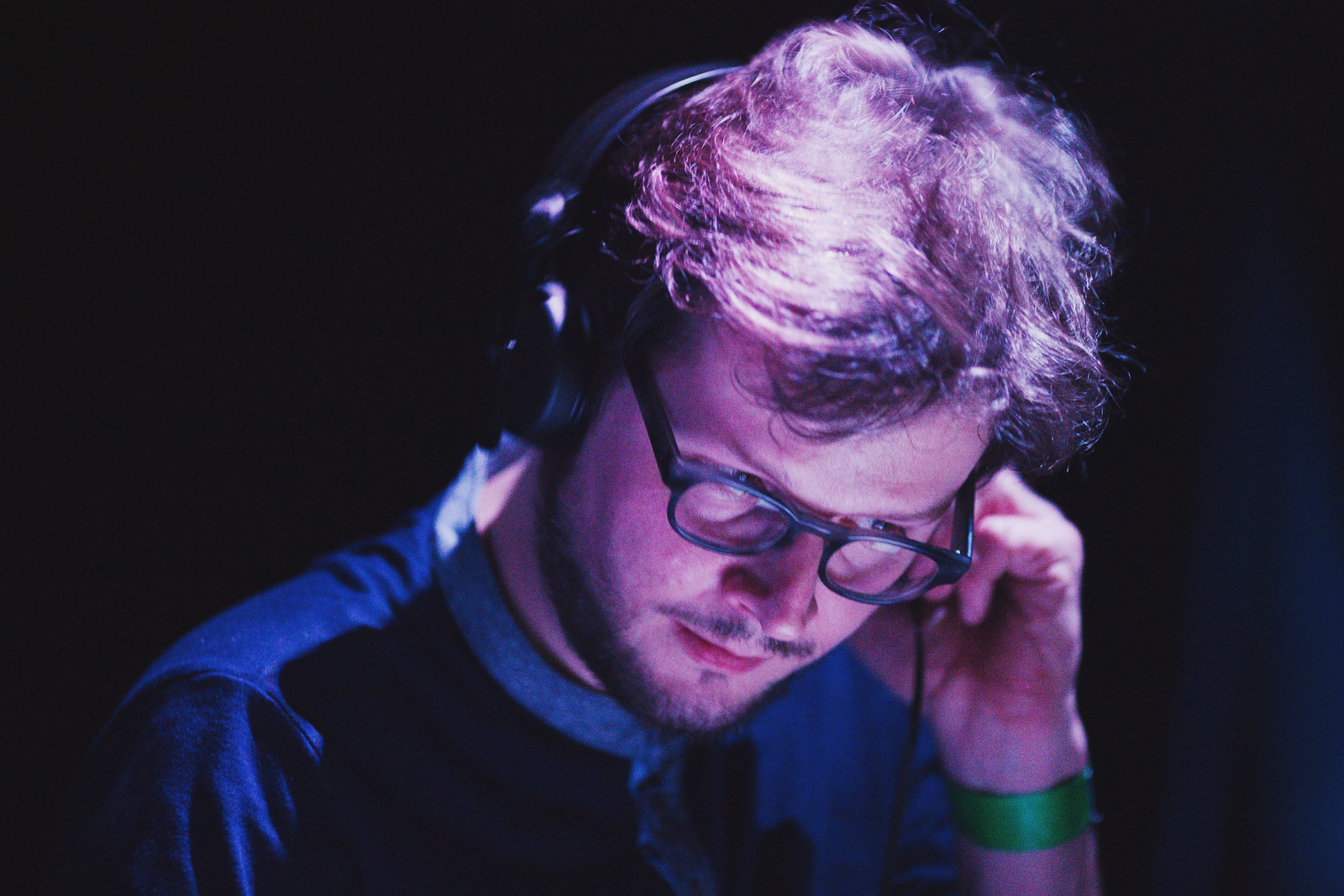
Tomáš Dvořák (Floex), compositeur de la musique.

La musique du jeu est composée par Tomáš Dvořák alias Floex. L'album de la bande originale est inclus lors de l'achat du jeu depuis le site officiel, tout en étant également disponible séparément pour 3,99 £ ou 6 $. Des morceaux bonus supplémentaires sont aussi proposés en ligne gratuitement. Un vinyle de la musique originale du jeu a également été édité par le label Minority Records. À l’occasion des 10 ans du jeu, une version remixée de la bande originale par plusieurs artistes est publiée.

## Accueil
Le jeu a remporté le prix Excellence in Visual Art à l'Independent Games Festival 2009, ainsi que l'Aesthetics Award à l'IndieCade 2008.